# Tournoi de tennis de Taipei
Ne doit pas être confondu avec Tournoi de tennis de Taïwan.
Le tournoi de Kaohsiung est un tournoi de tennis professionnel masculin du circuit Challenger qui se déroule sur dur à Kaohsiung (Taïwan) depuis 2012. Il fait partie des tournois les plus dotés du circuit secondaire de l'ATP avec une dotation de plus de 150 000 $.
En 2016, le tournoi est inscrit au calendrier WTA pour la première fois. À partir de 2017, le tournoi est déplacé de Kaohsiung à Taipei, qui se joue désormais sur dur en intérieur. Le tournoi disparaît du calendrier après seulement 3 éditions.

## Palmarès dames

### Simple
| No | Date       | Nom et lieu du tournoi | Catégorie | Dotation  | Surface    | Vainqueure      | Finaliste        | Score    |         |
| -- | ---------- | ---------------------- | --------- | --------- | ---------- | --------------- | ---------------- | -------- | ------- |
| 1  | 08-02-2016 | Taiwan Open, Kaohsiung | Intern'l  | 426 750 $ | Dur (ext.) | Venus Williams  | Misaki Doi       | 6-4, 6-2 | Tableau |
| 2  | 30-01-2017 | Taïwan Open, Taipei    | Intern'l  | 226 750 $ | Dur (int.) | Elina Svitolina | Peng Shuai       | 6-3, 6-2 | Tableau |
| 3  | 29-01-2018 | Taïwan Open, Taipei    | Intern'l  | 226 750 $ | Dur (int.) | Tímea Babos     | Kateryna Kozlova | 7-5, 6-1 | Tableau |

### Double
| No | Date       | Nom et lieu du tournoi | Catégorie | Dotation  | Surface    | Vainqueures                  | Finalistes                        | Score      |         |
| -- | ---------- | ---------------------- | --------- | --------- | ---------- | ---------------------------- | --------------------------------- | ---------- | ------- |
| 1  | 08-02-2016 | Taiwan Open Kaohsiung  | Intern'l  | 426 750 $ | Dur (ext.) | Chan Hao-ching Chan Yung-jan | Eri Hozumi Miyu Kato              | 6-4, 6-3   | Tableau |
| 2  | 30-01-2017 | Taïwan Open Taipei     | Intern'l  | 226 750 $ | Dur (int.) | Chan Hao-ching Chan Yung-jan | Lucie Hradecká Kateřina Siniaková | 6-4, 6-2   | Tableau |
| 3  | 29-01-2018 | Taïwan Open Taipei     | Intern'l  | 226 750 $ | Dur (int.) | Duan Ying-Ying Wang Yafan    | Nao Hibino Oksana Kalashnikova    | 7-64, 7-65 | Tableau |

## Palmarès messieurs

### Simple
| Année | Nom et lieu du tournoi              | Dotation     | Vainqueur      | Finaliste     | Score          | Tableau |
| ----- | ----------------------------------- | ------------ | -------------- | ------------- | -------------- | ------- |
| 2012  | OEC Kaohsiung Challenger, Kaohsiung | 125 000 $    | Go Soeda       | Tatsuma Ito   | 6-3, 6-0       |         |
| 2013  | OEC Kaohsiung Challenger, Kaohsiung | 125 000 $    | Lu Yen-hsun    | Yuki Bhambri  | 6-4, 6-3       |         |
| 2014  | OEC Kaohsiung Challenger, Kaohsiung | 125 000 $ +H | Lu Yen-hsun    | Luca Vanni    | 67-7, 6-4, 6-4 |         |
| 2015  | OEC Kaohsiung Challenger, Kaohsiung | 125 000 $ +H | Chung Hyeon    | Yuki Bhambri  | 7-5, 6-4       |         |
| 2016  | OEC Kaohsiung Challenger, Kaohsiung | 125 000 $ +H | Chung Hyeon    | Lee Duck-hee  | 6-4, 6-2       |         |
| 2017  | Kaohsiung OEC Open, Kaohsiung       | 125 000 $ +H | Evgeny Donskoy | Marius Copil  | 7-60, 7-5      |         |
| 2018  | Kaohsiung OEC Open, Kaohsiung       | 150 000 $ +H | Gaël Monfils   | Kwon Soon-woo | 6-4, 2-6, 6-1  |         |
| 2019  | Kaohsiung OEC Open, Kaohsiung       | 162 480 $    | John Millman   | Marc Polmans  | 6-4, 6-2       |         |

### Double
| Année | Vainqueurs                            | Finalistes                          | Score             | Tableau |
| ----- | ------------------------------------- | ----------------------------------- | ----------------- | ------- |
| 2012  | John Paul Fruttero Raven Klaasen      | Daniel King-Turner Frederik Nielsen | 6-7, 7-5, [10-8]  |         |
| 2013  | Juan Sebastián Cabal Robert Farah     | Yuki Bhambri Wang Chieh-fu          | 6-4, 6-2          |         |
| 2014  | Gong Maoxin Peng Hsien-yin            | Chen Ti Huang Liang-chi             | 6-3, 6-2          |         |
| 2015  | Hsieh Cheng-peng Yang Tsung-hua       | Gong Maoxin Peng Hsien-yin          | 6-2, 6-2          |         |
| 2016  | Sanchai Ratiwatana Sonchat Ratiwatana | Hsieh Cheng-peng Yi Chu-huan        | 6-4, 7-64         |         |
| 2017  | Sanchai Ratiwatana Sonchat Ratiwatana | Jonathan Erlich Alexander Peya      | 6-4, 1-6, [10-6]  |         |
| 2018  | Hsieh Cheng-peng Yang Tsung-hua       | Hsu Yu-hsiou Jimmy Wang             | 63-7, 6-2, [10-8] |         |
| 2019  | Hsieh Cheng-peng Yang Tsung-hua       | Evan King Hunter Resse              | 6-4, 7-64         |         |